# Nyssodesmus fraternus
Nyssodesmus fraternus är en mångfotingart som först beskrevs av Carl 1902.  Nyssodesmus fraternus ingår i släktet Nyssodesmus och familjen Platyrhacidae. Inga underarter finns listade i Catalogue of Life.